# Боаз Мауда
Бо́аз Ма́уда (івр. בועז מעודה; народ. 23 квітня 1987) — ізраїльський поп-співак, переможець 5-го сезону національного телевізійного шоу «Кохав Нолад» (ізраїльська версія «Pop Idol/Фабрика зірок»), представник Ізраїлю на міжнародному конкурсі пісні Євробачення у 2008 році (9-е місце).

## Біографія

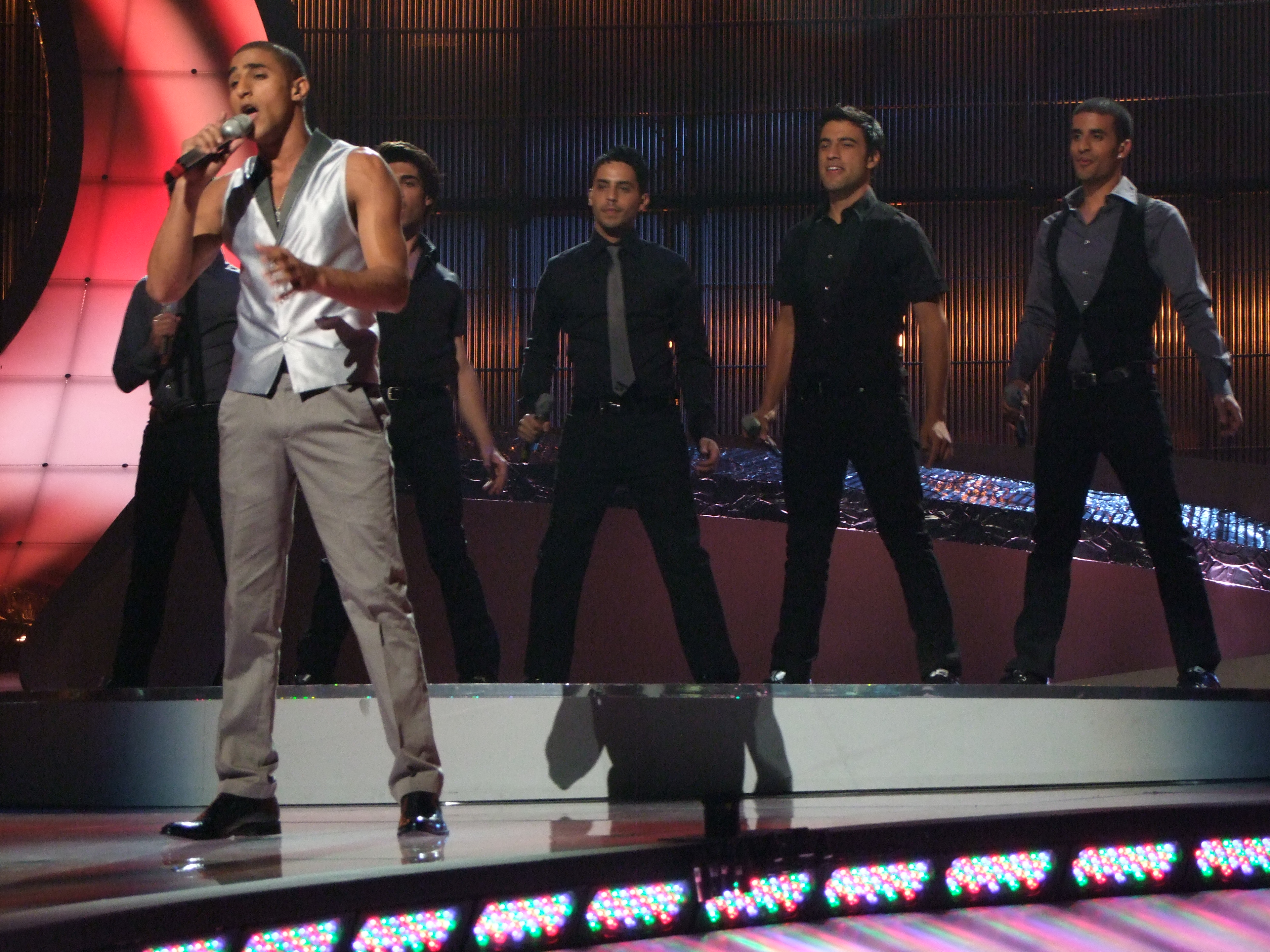
Боаз Мауда під час виступу на півфіналі Євробачення 2008

Боаз народився і виріс в мошаві Ельякім, де живе дотепер з батьками і двома братами. Він є молодшим сином своєї матері, яка отримала інвалідність під час пологів Боаза. Родина Мауда походить із єменських євреїв.
14 листопада 2007 року ізраїльська мовленнева корпорація і 2-й (комерційний) телевізійний канал оголосили, що саме Боаза Мауду, як переможця місцевого телешоу «Кохав Нолад», обрано представляти країну на Євробаченні 2008 року в Белграді (Сербія).
Початковий відбір пройшов у лютому 2008 року — Мауда виконав 5 пісень, і глядачі разом з журі з місцевих експертів проголосували за пісню-переможницю, якою стала «Кеїлу кан» («Ніби тут») — автором пісні є переможниця Євробачення 1998 Дана Інтернешнл.
Мауда взяв участь у першому півфіналі конкурсу 20 травня 2008 року, в якому посів 5-е місце. У фіналі 24 травня співак набрав 124 бали і зайняв загальне 9-е місце.

## Дискографія
- 2007
  - Mi Haya Ma'amin
  - Menagen Ve'Shar
- 2008
  - Ke'ilo kan (The Fire in Your Eyes; Вогонь у твоїх очах)

## Виноски
1. ↑  Офіційний сайт співака. Архів оригіналу за 23 квітня 2008. Процитовано 2 травня 2009. [Архівовано 2008-04-23 у Wayback Machine.]